# ロバート・ハーレー (初代オックスフォード＝モーティマー伯)

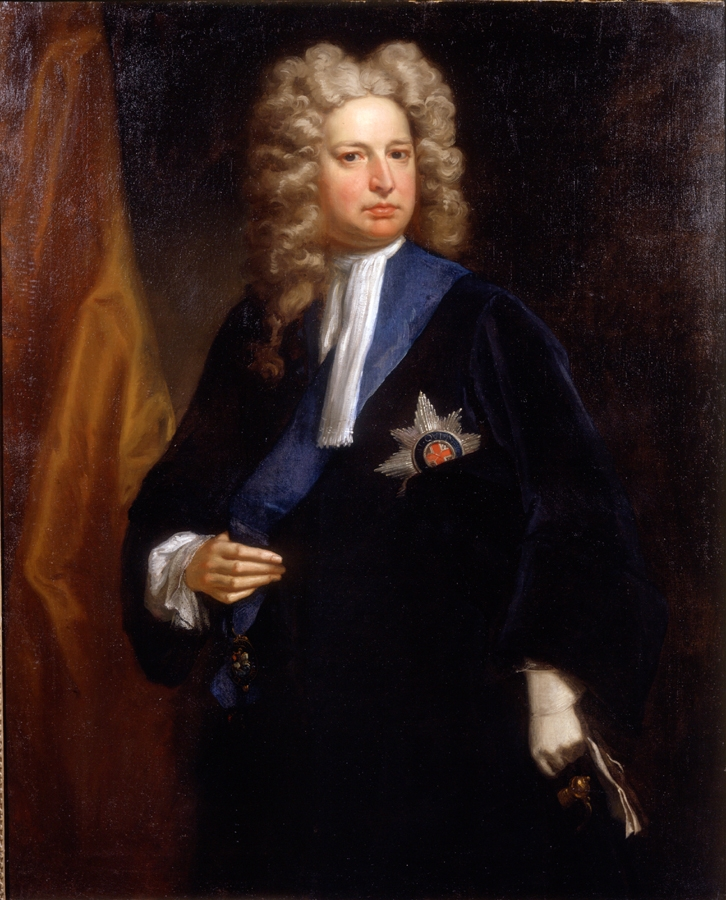
初代オックスフォード＝モーティマー伯ロバート・ハーレー（1710年）

初代オックスフォード＝モーティマー伯爵ロバート・ハーレー（英: Robert Harley, 1st Earl of Oxford and Earl Mortimer KG PC FRS, 1661年12月5日 – 1724年5月21日）は、イギリスの貴族・政治家。アン女王の晩年に政権を率いてユトレヒト条約を締結、スペイン継承戦争を終結させた。ダニエル・デフォーとジョナサン・スウィフトのパトロンとしても知られている。
議会運営の巧みさから、「策士」の異名をとった。

## 生涯

### 生い立ち
政治家のエドワード・ハーレーと2人目の妻アビゲイル・スティーブンス（Abigail Stephens、ナサニエル・スティーブンスの娘）の息子として、1661年12月5日にロンドンのボウ・ストリートで生まれ、6日にコヴェント・ガーデンの聖ポール教会で洗礼を受けた。同名の貨幣局局長ロバート・ハーレー (1579年生)の孫にあたる。1671年から1680年までバーフォード近くのシルトン村の学校で教育を受けた後、1680年から1681年までユグノーの教師アンリ・フベール（Henri Foubert）から教育を受けた。その後、1682年にミドル・テンプルに入学した。
このように、幼少期のハーレーは非国教徒とホイッグ党員となるべく育てられ、父エドワードは1678年には息子のオックスフォード大学進学を諦めている。後に妻の叔父にあたるポール・フォーリーの影響を受けてカントリ派、ついでトーリー党に転じることとなるが、非国教については最後まで正式に放棄しなかった。

### 庶民院議員から議長へ
1687年頃より庶民院議員への就任を望んだが、しばらくは機会に恵まれず、父の領地の管理と1689年3月に就任したヘレフォードシャー州長官の職務に勤しんだ。1688年の名誉革命にあたり、父とともに騎兵部隊を募ってウスターを占領し、オラニエ公ウィレム3世（後のイングランド王ウィリアム3世）への支持を表明したことがホイッグ党支持のボスコーエン家（Boscawen）に評価され、ボスコーエン家が支配するトレゴニー選挙区で1689年4月に行われた補欠選挙で無投票当選し、政界入りを果たした。ハーレーは5月14日に処女演説をしたのち、1689年仮議会でホイッグ党正統派の一員として行動した。
翌1690年イングランド総選挙でははじめヘレフォードシャーのレンスター選挙区からの出馬を検討したが、同選挙区の情勢を検討した結果レンスター選挙区からの撤退を決めた。ハーレーは代わりにラドナー選挙区で立候補、サー・ローランド・グウィンと接戦ののち、選挙申し立ての結果1690年11月に逆転当選を果たした。
議会では当選が宣告された翌日に早くも庶民院の軍部会計監査委員会（committee of inquiry into the estimates and accounts of the armed forces）に加入するなど議事に熱心で、同年12月には庶民院の公会計委員（commissioner of public accounts）に選出された。後年にハーレーが回想したところでは国王ウィリアム3世が1691年6月から1702年に死去するまで度々ハーレーを呼び出したとされ、このときは国政の官職に就任しなかったもののラドナーシャーでの名誉職は受け入れ、以降の再選を揺るがないものにした。1693年にフォーリーらトーリー党員とともに反コート派（カントリ派）に転じ、1694年11月に三年議会法案を提出して可決させたほか、1696年に国家土地銀行（National Land Bank）を設立してイングランド銀行を取って代わろうとし、一旦は設立に成功されたもののイングランド銀行の置換は失敗に終わった。また、1696年末に第3代準男爵サー・ジョン・フェンウィック（ウィリアム3世暗殺未遂事件の首謀者）の私権剥奪に反対票を投じた。
大同盟戦争が終わった後、1697年12月に軍の規模を1680年時点まで縮小することを主張して認められ、1698年12月にもイングランド陸軍を7千人に制限軍縮を行った。これにより一躍トーリー党の有力者にのし上がったが、穏健派だったためホイッグ党や非国教徒から敵視されることもなく、1701年1月イングランド総選挙の後、同年2月10日に議会が開会すると、120票差で第2代準男爵サー・リチャード・オンズローを破って庶民院議長に選ばれた。第3代準男爵サー・トマス・リトルトンもはじめ出馬を表明したが、ウィリアム3世の要請を受けて取り下げている。しかし、1701年11月イングランド総選挙の後に行われた議長選挙ではリトルトンが再出馬し、ウィリアム3世の支持も受けたため、ハーレーは再選されたものの4票差という僅差だった。アン女王の即位に伴う1702年イングランド総選挙の後、10月に議長に再選、11月に議会を代表してトーリー党所属のジョージ・ルークへの謝意を表明した。
1702年に議論となった便宜的国教徒禁止法案を巡り、イングランド国教会の一派である高教会派を風刺したダニエル・デフォーが投獄されたが、ハーレーはデフォーに目を付けて援助を行い釈放させた。デフォーはハーレーの意を受けてパンフレット宣伝を行い、ジャーナリズムを展開していくことになる。

### 北部担当国務大臣
アンの治世ではスペイン継承戦争が課題として示され、大蔵卿シドニー・ゴドルフィンは友人でイングランド軍総司令官の初代マールバラ公爵ジョン・チャーチルを大陸へ送り出して後方でイングランドを支える役目を負っていた。ハーレーはトーリー党員だが穏健派であるためゴドルフィンに協力、急進派の初代ロチェスター伯爵ローレンス・ハイドと第2代ノッティンガム伯爵ダニエル・フィンチとは一線を画していた。1702年にロチェスターが、1704年にノッティンガムが政権を去ると1704年4月27日に枢密顧問官に任命され、さらに同年5月18日に北部担当国務大臣に選ばれ、閣僚入りしてゴドルフィンと共に穏健派として政権を率いる立場になった。ハーレーは国務大臣に就任した後も1705年4月の議会解散まで庶民院議長に留任した。
しかし、1705年にホイッグ党が議会の与党になり、ゴドルフィンが政権運営のため閣僚にホイッグ党員を入れた頃から警戒し始めた。スコットランドとの合同交渉では1706年4月10日にイングランド代表の1人に選出されたが、12月にゴドルフィンがスコットランドとイングランド合同の必要性とホイッグ党の要求で第3代サンダーランド伯爵チャールズ・スペンサーを南部担当国務大臣に起用するとゴドルフィンに不信感を抱いたアンに接近した。グレートブリテン王国が成立した翌1707年にアンの親友でマールバラ公の妻サラ・ジェニングスとアンが衝突、サラの従妹でハーレーの又従妹でもあるアビゲイル・メイシャムがアンの信頼を得ると、アビゲイルを通してアンの側近となりゴドルフィンから離れていった。1708年には第3代準男爵サー・ウィリアム・ドーズがチェスター主教に、オフスプリング・ブラッコールがエクセター主教に任命されたが、ゴドルフィンは2人の任命をめぐりハーレーが（大臣間の協議なく）独断でアン女王と相談して任命を決めたと疑い、ハーレーとアン女王がそれぞれ否認したもののハーレーとゴドルフィン・マールバラの間の不信感は増大した。

### 野党期
1708年にゴドルフィンとマールバラ公が辞任を表明した時、支持者がアンだけで他の閣僚や議会の反発に遭い逆に形勢不利となり、国務大臣を辞任して下野した。しかし戦争の長期化に伴う政権への不満を抱くホイッグ党の穏健派やトーリー党を取り込み、1710年にロチェスター・ノッティンガムら急進派とも組んで巻き返しを図った。アンを通してホイッグ党員の罷免を行い、6月にサンダーランドを罷免、8月にゴドルフィンも更迭させ、財務大臣に就任して与党に返り咲いた。10月の総選挙ではトーリー党が圧勝し、完全にホイッグ党に対してトーリー党が優位に立った。翌1711年にグレートブリテン貴族としてオックスフォード＝モーティマー伯爵に叙されるとともに、大蔵卿に就任して政権を握った。以後、同じく野党に下りながら協力していった北部担当国務大臣のヘンリー・シンジョンと共にスペイン継承戦争終結へ邁進していくことになる。

### ハーレー政権
ハーレーは主要な敵国であるフランスとの和睦を考え1710年からフランスの外相トルシー侯ジャン＝バティスト・コルベールに元駐仏大使の初代ジャージー伯爵エドワード・ヴィリアーズを通して秘密交渉を行い、1711年になって同盟国オランダに和睦を明かしたが、以後オランダにも内密でフランスとの交渉を進めていった。1711年にジャージーが急死してからはシンジョンを加えて交渉を進め、一方でスウィフトを通して交渉の正当性を世論に訴え、逆に同盟国を戦争を長引かせていると非難した。
更にマールバラ公を司令官から罷免して第2代オーモンド公爵ジェームズ・バトラーを後任に据え、ホイッグ党員が多い上院に対してはアンに働きかけて与党派の12人を貴族に叙爵、上院も押さえて和平に動いた。しかしながら1712年に他の同盟国も含めた予備交渉の段階になって内容が明らかになると、同盟国からの反発により再びフランスとの秘密交渉に取り組み、オーモンドにはフランス軍と交戦しないよう命令し、トルシーとシンジョンが休戦を結ぶとイギリス軍を引き上げさせた。同盟国の非難をよそにフランスとの和睦交渉を続け、1713年にユトレヒト条約を締結、海外植民地を増加させイギリスの利益増となった終戦によりトーリー党及びハーレーは絶頂期を迎えた。
しかし、トーリー党は王位継承問題を巡って揺らいでいて、アン亡き後に又従兄に当たるドイツのハノーファー選帝侯ゲオルク・ルートヴィヒが後継者に選ばれていたが、アンの異母弟でカトリック教徒のジェームズ・フランシス・エドワード・ステュアートを支持するジャコバイトも含まれていて、ハーレーはハノーファー派だったが、ハーレーと主導権を巡って対立していたシンジョンはジャコバイトに肩入れしたため党内一致に失敗した。しかも、大陸でマールバラ公と共にフランスと戦っていたゲオルク・ルートヴィヒはハノーファーを含む同盟国を見捨てた単独講和に不満を抱いていたため、トーリー党がアン亡き後に政権を継続出来る見通しが無くなっていた。おまけに、ハーレーは1713年から飲酒でしばしば体調不良になり、シンジョンに主導権を奪われ指導力の低下からアンにも見限られつつあった。1714年7月27日にハーレーは第一大蔵卿を罷免された。後任は中立派の初代シュルーズベリー公爵チャールズ・タルボットで、シンジョンは公金横領の疑いで選ばれなかったためトーリー党の衰退は明らかになっていった。

### 不遇の晩年
大蔵卿罷免から4日後の8月1日にアンが死去、ゲオルク・ルートヴィヒが9月18日にイギリスに上陸してジョージ1世の即位を出迎えたが、冷たい扱いを受けた。ハーレーは返り咲きが無いことを悟ってヘレフォードシャーへ引退した。しかしながら翌1715年の総選挙でホイッグ党が大勝するとロバート・ウォルポールに単独講和を推進した責任を問われ庶民院で弾劾、ロンドン塔へ投獄された。シンジョンとオーモンドも弾劾されジャコバイトに合流したが、反乱は即座に鎮圧され亡命の身となり、トーリー党はなすすべも無く没落、ホイッグ党は与党に返り咲き長期政権を築いていった。
一方のハーレーはロンドン塔に投獄されたままであったが、彼は1717年5月に貴族院に弾劾の審議を行うよう請願を出し、貴族院はそれを受けて6月24日に審議をはじめた。しかし弾劾の手続きをめぐり両院の間で議論が紛糾、結果的には7月1日の審議に訴追者が現れなかったことでハーレーは無罪放免された。以降も1718年2月に貴族院で暴動法案（Mutiny Bill）に反対、1719年2月に貴族法案（Peerage Bill）に反対したが、その後は貴族院にほとんど登院しなくなった。1724年5月21日にアルベマール・ストリートの自宅で死去、ブランプトン・ブライアンで埋葬された。息子のエドワード・ハーレーが爵位を継いだ。。
晩年は指導力低下から足をすくわれたが、ユトレヒト条約を締結した意義は大きく、イギリスがヨーロッパの主要国に躍り出る一歩となった。また、海外植民地と貿易の利潤獲得によりイギリスが海外に勢力を伸ばして海洋国家として世界進出を始めるきっかけも作り、後の大英帝国を築く元になった。

## 栄典

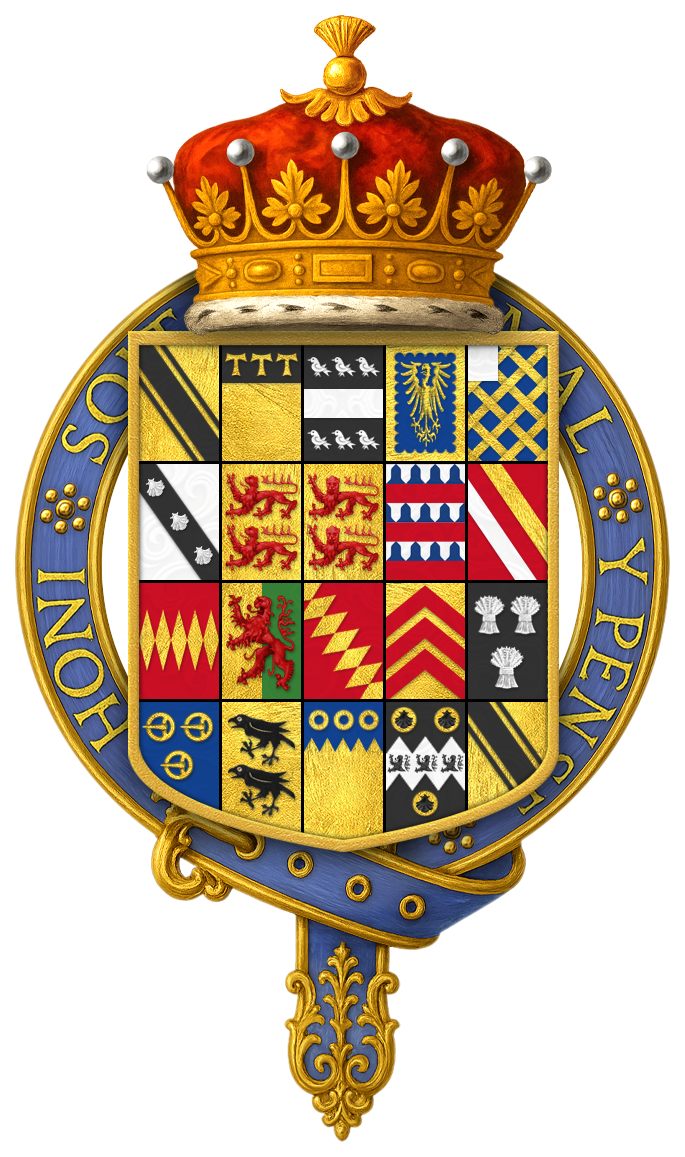
ハーレー個人の紋章。ガーター勲章を叙勲したことが分かる。

### 爵位
1711年5月23日に以下の爵位を新規に叙された。
- オックスフォード伯爵およびモーティマー伯爵(Earl of Oxford and Earl Mortimer)
(勅許状によるグレートブリテン貴族爵位、初代伯の祖父ロバート（英語版）の男子への継承を認める特別規定あり[24])
- ウィグモアのハーレー男爵(Baron Harley, of Wigmore)
(勅許状によるグレートブリテン貴族爵位、初代伯の祖父ロバートの男子への継承を認める特別規定あり)

### 勲章
- 1712年10月26日、ガーター勲爵士（KG）[6]

### その他
- 1689年3月 – 11月、ヘレフォードシャー州長官（英語版）[6]
- 1702年6月8日 – 1714年12月16日、ラドナーシャー首席治安判事（英語版）[46]
- 1704年4月27日 – 1708年5月、1710年8月13日 – 1714年9月、枢密顧問官（PC）[6]
- 1712年3月20日、王立協会フェロー（FRS）[47]

## 家族
1685年5月14日にトマス・フォーリーの娘エリザベス（1691年11月30日没）と結婚、4人の子を儲けた。
- エドワード（1689年 – 1741年） - 第2代オックスフォード＝モーティマー伯爵[24]
- ロバート（1690年[48]）
- アビゲイル（1750年7月16日没） - 1709年、第8代キノール伯爵ジョージ・ヘイと結婚、子供あり[24]
- エリザベス（1713年11月20日没） - 1712年12月16日、第3代リーズ公爵ペレグリン・オズボーンと結婚、子供あり[24]

1694年10月4日にサイモン・ミドルトン（Simon Middleton）の娘サラ（Sarah、1737年6月17日没）と再婚、子は無かった。